# Sudetenland

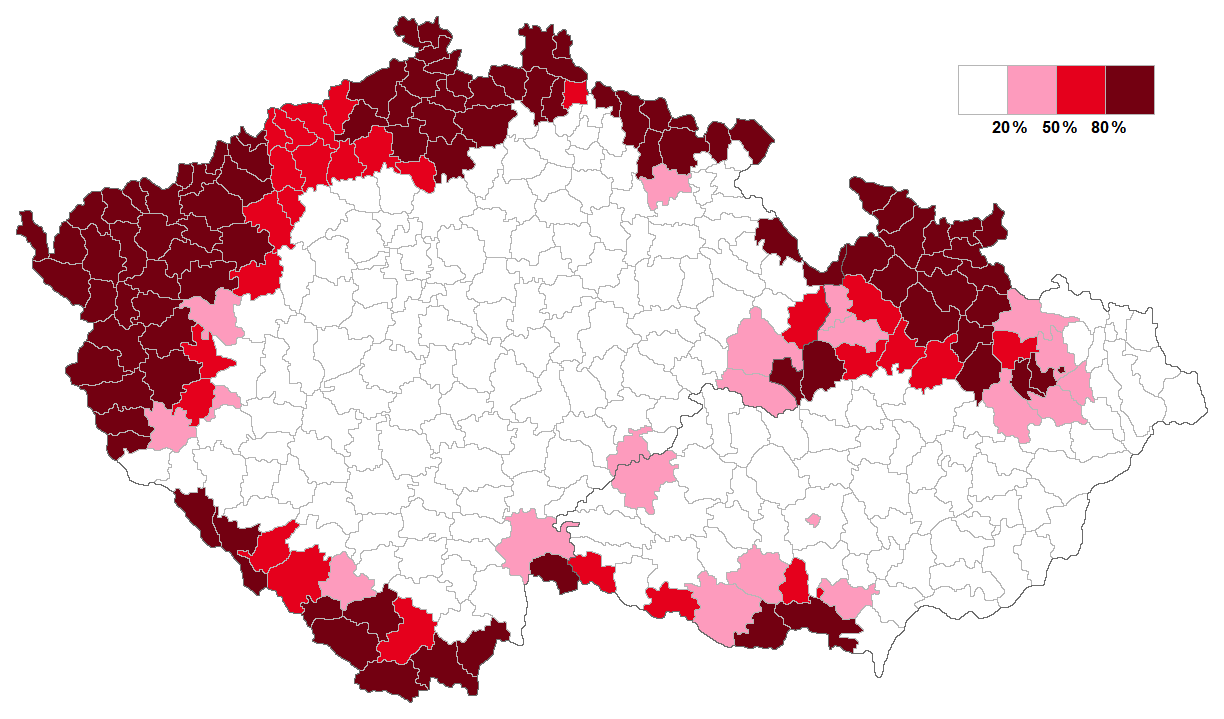
Những vùng mà tiếng mẹ đẻ là tiếng Đức, trong thời kỳ chiến tranh được gọi là Sudetenland.

Sudetenland là tên tiếng Đức để gọi chung một số vùng đất ở miền Bắc, Tây nam và Tây của Tiệp Khắc nơi có đa số người Đức sinh sống. Tên này bắt nguồn từ dãy núi Sudetes mà chạy dọc theo miền Bắc của ranh giới Tiệp Khắc cho tới vùng Silesia và Ba Lan, mặc dù nó gồm cả những vùng bên kia dãy núi.
Từ Sudetenland chỉ xuất hiện từ đầu thế kỷ 20, và chỉ được để ý tới sau thế chiến thứ Nhất khi đế quốc Áo Hung bị phân chia, và người Sudeten Đức trở thành một thiểu số trong nước Tiệp Khắc mới được thành lập. 
Hiệp ước München được ký kết tại München vào rạng sáng ngày 30 tháng 9 (song ghi ngày 29), 1938 giữa bốn cường quốc: Anh, Pháp, Đức Quốc xã và Ý nhằm cắt nhiều phần đất của Tiệp Khắc để chuyển giao cho Đức. Những vùng đất này có tổng cộng 3,63 triệu người trong đó 2,9 triệu người Đức và 0,7 triệu người Tiệp.

## Sudetendeutsche Landsmannschaft
Sudetendeutsche Landsmannschaft (hội đồng hương người Đức ở Sudetenland) là một hội có đăng ký, tên chính thức Sudetendeutsche Landsmannschaft Bundesverband e.V. (SL; tschechisch Sudetoněmecké krajanské sdružení oder Sudetoněmecký landsmanšaft) là hội những người Đức bị đuổi khỏi quê hương ở Sudetenland (Sudetendeutsche). Hội được thành lập với mục đích, đại diện cho quyền lợi của Sudetendeutsche.
Vào cuối tháng 2, đầu tháng 3 năm 2015, hội đã thay đổi nguyên tắc chỉ đạo đòi dành lại quê hương cũng như bồi thường thỏa đáng. Ngược lại hội tranh đấu cho quyền căn bản và nhân quyền cũng như quyền được tự lựa chọn của các dân tộc và các sắc tộc trên toàn thế giới. Mục tiêu chính là làm việc chung và kết tình thân hữu với người Séc. Tội ác gây ra chống lại Sudetendeutsche sau thế chiến thứ Hai và việc xua đuổi họ theo quyết định của chính quyền Tiệp Khắc ngày xưa là những hành động sai trái, cần phải hàn gắn. Cùng lúc hội đồng hương cũng cùng chịu trách nhiệm cho việc theo đuổi và hành quyết Sudetendeutsche và người Séc cũng như tội ác Holocaust đối với người gốc Do thái ở Bohemia, Morava và Sudetenschlesien của Đức Quốc xã.